# Quentin Lafargue
Quentin Lafargue (ur. 17 listopada 1990 w Mazères) – francuski kolarz torowy, wielokrotny medalista mistrzostw świata i Europy.

## Kariera
Pierwsze sukcesy w karierze osiągnął w 2007 roku, kiedy zdobył dwa medale. Najpierw zwyciężył w sprincie drużynowym podczas mistrzostw Europy juniorów w Chociebużu, a następnie był drugi w tej konkurencji na mistrzostwach świata juniorów w Aguascalientes. Na rozgrywanych rok później mistrzostwach świata juniorów w Kapsztadzie zwyciężył w sprincie indywidualnym i drużynowym oraz wyścigu na 1 km. W tym samym roku wygrał w tych konkurencjach także na mistrzostwach Europy juniorów w Pruszkowie.
W kategorii elite pierwszy medal zdobył w 2014 roku, zajmując trzecie miejsce na 1 km podczas mistrzostw Europy w Guadeloupe. Rok później zdobył brązowy medal w sprincie na mistrzostwach świata w Paryżu, w którym lepsi byli tylko jego rodak, Grégory Baugé i Rosjanin Dienis Dmitrijew. Następnie zdobył brązowy medal w wyścigu na 1 km podczas mistrzostw świata w Londynie w 2016 roku, plasując się za Niemcem Joachimem Eilersem i Theo Bosem z Holandii. W tej samej konkurencji zwyciężył także na mistrzostwach Europy w Yvelines.
W 2017 roku zdobył cztery medale. Na mistrzostwach świata w Hongkongu zdobył srebrny medal w wyścigu na 1 km oraz brązowy w sprincie drużynowym. Na mistrzostwach Europy w Berlinie zwyciężył w sprincie drużynowym, a w wyścigu na 1 km był trzeci. Ponadto podczas mistrzostw świata w Apeldoorn w 2018 roku zdobył wspólnie z kolegami z reprezentacji brązowy medal w sprincie drużynowym.